# Otakar Fischer
Otakar Fischer (* 15. Mai 1884 in Jeneč; † 14. Juli 1968 in Prag) war ein tschechischer Politiker und Innenminister in der letzten Regierung der Tschechoslowakei in der Zwischenkriegszeit sowie im Protektorat Böhmen und Mähren.

## Leben, politische Karriere
Nach seinem Jurastudium an der Universität Wien arbeitete Fischer in der Staatsverwaltung in Opava, Brünn und Wien. Nach 1918 wurde er als Beamter ins Innenministerium der Tschechoslowakei berufen. In den Jahren 1924–1931 war er Rat des Obersten Verwaltungsgerichts, 1931–1938 Vorsitzender einer Fachabteilung des Innenministeriums. Im Dezember 1938 wurde er in der Regierung Rudolf Beran I zum Innenminister ernannt und blieb es auch nach dem Ausrufen des Protektorats Böhmen und Mähren in der Regierung Rudolf Beran II bis zum 27. April 1939.
Nach dem Zweiten Weltkrieg wurde gegen ihn ein Strafverfahren eingeleitet, in dem er sowie die Ministerpräsidenten und Minister Rudolf Beran, Jan Syrový, Jiří Havelka und Josef Černý der Kollaboration beschuldigt wurden. im Verfahren, das vor dem Národní soud (im Tschechischen Nationalgericht im Sinne von Volksgericht) in Prag am 30. Januar 1947 begann, wurde Fischer – wie auch Havelka und Černý – unschuldig gesprochen, Beran und Syrový wurden zu 20 Jahren Haft verurteilt.